# Mistrzostwa Ameryki i Pacyfiku Juniorów w Saneczkarstwie 2022
Mistrzostwa Ameryki i Pacyfiku Juniorów w saneczkarstwie 2022 odbyły się w dniach 28 - 29 stycznia 2022 w niemieckim Winterbergu. Zawodnicy rywalizowali w czterech konkurencjach: jedynkach kobiet, jedynkach mężczyzn, dwójkach kobiet oraz dwójkach mężczyzn.

## Terminarz
| Data             | Miejscowość | Konkurencja      | Złoto                                             | Srebro                                        | Brąz                                       |
| ---------------- | ----------- | ---------------- | ------------------------------------------------- | --------------------------------------------- | ------------------------------------------ |
| 29 stycznia 2022 | Winterberg  | Jedynki kobiet   | Caitlin Nash                                      | Kailey Allan                                  | Embyr-Lee Susko                            |
| 28 stycznia 2022 | Winterberg  | Jedynki mężczyzn | Matthew Greiner                                   | Marcus Mueller                                | Theo Downey                                |
| 28 stycznia 2022 | Winterberg  | Dwójki kobiet    | Stany Zjednoczone Maya Chan · Reannyn Weiler      | Kanada Caitlin Nash · Kailey Allan            | —                                          |
| 29 stycznia 2022 | Winterberg  | Dwójki mężczyzn  | Stany Zjednoczone Marcus Mueller · Ansel Haugsjaa | Kanada Devin Wardrope · Cole Anthony Zajanski | Stany Zjednoczone Aidan Muller · Frank Ike |

## Wyniki

### Jedynki kobiet
- Data / Początek: Sobota 29 stycznia 2022

| Medal | Zawodniczka     | Narodowość        | 1. zjazd | 2. zjazd | Czas     | Strata |
| ----- | --------------- | ----------------- | -------- | -------- | -------- | ------ |
|       | Caitlin Nash    | Kanada            | 44.640   | 45.275   | 1:29.915 | -      |
|       | Kailey Allan    | Kanada            | 44.854   | 45.269   | 1:30.123 | +0.208 |
|       | Embyr-Lee Susko | Kanada            | 45.187   | 45.295   | 1:30.482 | +0.567 |
| 4.    | Elana Morrison  | Stany Zjednoczone | 45.102   | 45.770   | 1:30.872 | +0.957 |
| 5.    | Jolie Brodylo   | Kanada            | 45.558   | 45.598   | 1:31.156 | +1.241 |
| 6.    | Sophia Gordon   | Stany Zjednoczone | 45.592   | 45.582   | 1:31.174 | +1.259 |
| 7.    | Ella Cox        | Nowa Zelandia     | 45.482   | 45.826   | 1:31.308 | +1.393 |

### Jedynki mężczyzn
- Data / Początek: Piątek 28 stycznia 2022

| Medal | Zawodniczka     | Narodowość        | 1. zjazd | 2. zjazd | Czas     | Strata |
| ----- | --------------- | ----------------- | -------- | -------- | -------- | ------ |
|       | Matthew Greiner | Stany Zjednoczone | 56.882   | 56.331   | 1:53.213 | -      |
|       | Marcus Mueller  | Stany Zjednoczone | 57.246   | 56.843   | 1:54.089 | +0.876 |
|       | Theo Downey     | Kanada            | 57.513   | 57.741   | 1:55.254 | +2.041 |
| 4.    | Hunter Harris   | Stany Zjednoczone | 57.836   | 57.457   | 1:55.293 | +2.080 |
| 5.    | William Borger  | Kanada            | 57.916   | 57.921   | 1:55.837 | +2.624 |
| 6.    | Aidan Muller    | Stany Zjednoczone | 58.412   | 57.501   | 1:55.913 | +2.700 |
| DNF   | Dylan Morse     | Kanada            | 57.534   |          |          |        |

### Dwójki kobiet
- Data / Początek: Piątek, 28.01.2022 roku

| Medal | Zawodniczki               | Narodowość        | 1. zjazd | 2. zjazd | Czas     | Strata |
| ----- | ------------------------- | ----------------- | -------- | -------- | -------- | ------ |
|       | Maya Chan Reannyn Weiler  | Stany Zjednoczone | 48.600   | 48.971   | 1:37.571 | -      |
|       | Caitlin Nash Kailey Allan | Kanada            | 48.947   | 48.895   | 1:37.842 | +0.271 |

### Dwójki mężczyzn
- Data / Początek: Sobota, 29.01.2022 roku

| Medal | Zawodnicy                            | Narodowość        | 1. zjazd | 2. zjazd | Czas     | Strata |
| ----- | ------------------------------------ | ----------------- | -------- | -------- | -------- | ------ |
|       | Marcus Mueller Ansel Haugsjaa        | Stany Zjednoczone | 48.640   | 48.735   | 1:37.375 | -      |
|       | Devin Wardrope Cole Anthony Zajanski | Kanada            | 48.757   | 49.067   | 1:37.824 | +0.449 |
|       | Aidan Muller Frank Ike               | Stany Zjednoczone | 50.123   | 49.690   | 1:39.813 | +2.438 |

## Klasyfikacja medalowa
| Miejsce | Państwo           |   |   |   | Razem |
| ------- | ----------------- | - | - | - | ----- |
| 1.      | Stany Zjednoczone | 3 | 1 | 1 | 5     |
| 2.      | Kanada            | 1 | 3 | 2 | 6     |